# Fisher Ames
Fisher Ames (Dedham, Massachusetts, 19 de abril de 1758 - Dedham, 4 de julio de 1808) fue un ensayista y político federalista estadounidense.
Se graduó del Colegio de Harvard en 1774 e impartió clases durante cinco años antes de dedicarse al derecho; siendo admitido al colegio de abogados en 1781. Respaldó la creación de un sólido gobierno central y defendió la ratificación de una nueva Constitución en la Convención Constitucional de Massachusetts.
Se hizo conocido por su inflexible defensa de los derechos de propiedad y su postura protectora de los intereses comerciales, los cuales defendió en vehementes escritos y discursos imponentes. En 1788 derrotó a Samuel Adams en la búsqueda de un escaño de la primera sesión de la Cámara de Representantes; siendo reelecto en tres ocasiones.
Su elocuente apoyo del Tratado Jay para preservar la paz con Inglaterra en 1794, convenció a la Cámara de Representantes de aprobarlo.
- Datos: Q1194576
- Multimedia: Fisher Ames / Q1194576